# Calle Fulton (línea Crosstown)
La Calle Fulton es una estación en la línea Crosstown del Metro de Nueva York de la división B del Independent Subway System. La estación se encuentra localizada en Fort Greene, Brooklyn entre la Calle Fulton y Avenida Lafayette. La estación es servida en varios horarios por los trenes del Servicio .